# IBM PC
L'IBM Personal Computer ou IBM PC, modèle 5150, est un ordinateur personnel produit à partir de 1981 à plusieurs millions d'exemplaires par IBM. Son architecture ouverte en a fait l'ancêtre de tous les compatibles PC.

## Succès commercial
L'IBM PC a été présenté à New York, lors d'une conférence de presse à l'hôtel Waldorf-Astoria,, le 12 août 1981.
Il assura quelque temps à IBM 21 % du marché des micro-ordinateurs, bien que celui-ci n'ait alors constitué qu'une fraction marginale du chiffre d'affaires de cette société. En 1985, la division PC d'IBM employait 10 000 personnes et dégageait un bénéfice brut annuel de 4,5 milliards de dollars.

## Caractéristiques techniques
Il comportait un microprocesseur Intel 8088 cadencé à 4,77 MHz et une mémoire vive de 16 ko pouvant être portée à 256 ko. Il disposait, selon les modèles, d'aucun, d'un ou deux lecteurs de disquettes 5 pouces 1/4 de 160 ko simple face, 360 ko double-face, 512 ko double-face double densité. Il avait 5 ports ISA, bus 8 bits pour carte d'extension comme la carte d'extension mémoire, ou une carte vidéo CGA. Il était équipé d'un interpréteur du langage BASIC Microsoft en mémoire morte et pouvait gérer une unité de cassette externe.
Comme la plupart des micro-ordinateurs de l'époque, il pouvait fonctionner sans charger de système d'exploitation : si, lors de la mise sous tension, aucune unité d'amorçage n'était identifiée, l'utilisateur se retrouvait directement dans une session du BASIC Microsoft présent en mémoire morte. Les 26 mots-clé les plus courants du BASIC s'obtenaient par la touche Alt : Alt-F = FOR, Alt-I = IF, Alt-N = NEXT, etc. Cette possibilité permettait une saisie extrêmement rapide des programmes. Ce Basic disposait également, comme la plupart des autres, de la possibilité dite auto# qui numérotait automatiquement les lignes saisies (par défaut de 10 en 10).

### Caractéristiques diverses
- Clavier 83 touches (modèle F).
- Taille du boîtier 51 cm de large par 41 cm de profondeur par  14 cm de haut.

Certains des ports d'extension ISA étaient utilisés pour la carte graphique / port série.
- Choix entre plusieurs types de carte graphique :
  - Carte MDA : Texte uniquement mais "haute-définition", monochrome : 25 lignes de 80 caractères (contre 24 de 80 sur les écrans passifs IBM 3270 les plus répandus, ce qui donnera rapidement naissance à des logiciels d'émulation du 3270 sur PC, la 25e ligne étant attribuée aux informations de contrôle - et surtout contre 25 lignes de 40 caractères pour la plupart des ordinateurs 8 bits de l'époque). Caractères affichés en simple ou double luminosité, clignotant ou vidéo inverse. L'écran monochrome avait été conçu avec une forte rémanence afin de ne pas fatiguer les yeux.
  - Graphique "CGA" : 320 × 200 dans une palette (choisie parmi deux) de 4 couleurs ou 640 × 200 en 2 couleurs. Des jeux comme STYX (clone de Qyx) parviendront à s'affranchir partiellement de la limitation à une palette en effectuant des commutations de palette au vol, permettant un choix plus étendu.
  - Carte Hercules sortie en 1984, monochrome, graphique, haute-définition : 720 × 348 (contre 640 × 200, au mieux, pour les autres). Cette carte, compatible MDA, permettra de généraliser le port parallèle. Le texte est toujours en 80 × 25, mais avec une police plus fine (trame de 9 × 14 au lieu de 8 × 8).
- Port DB25 série à la norme RS-232, standard pour la communication avec d'autres périphériques comme une imprimante, et pour se connecter à un gros système IBM avec un émulateur.
- Un grand nombre de cartes d'extension était disponible au lancement[9].

## Les prédécesseurs
Les IBM 5100 et 5110, et le Système 23 Datamaster qui ne resta au catalogue que quelques semaines.

## Les successeurs
En 1983, l'IBM PC XT a succédé à l'IBM PC.
En 1984, l'IBM PC AT a succédé à l'IBM PC XT.

## Évolution
Les IBM PC initiaux étaient assez limités en matière de graphismes (640x200 en monochrome (plus exactement bichrome) ou 320×200 en 4 couleurs) et plus souvent commandés avec un écran texte monochrome de 25 lignes de 80 caractères. La société Hercules proposa une carte graphique monochrome de haute-définition, à laquelle IBM réagit un peu plus tard avec la carte EGA (Extended Graphics Adapter) : 640×350 en 16 couleurs à choisir chacune parmi 64.
En matière de communications, le port série RS232C était, lui aussi, limité en vitesse et ne permettait pas la connexion du PC en tant que terminal de mainframe. Un constructeur extérieur développa la carte IRMA transformant le PC en écran 3270. IBM répliqua avec les 3270 PC/G et 3270 PC/GX, supportant les fonctionnalités semi-graphiques et couleur de ses terminaux 3279.
Enfin, le clavier du premier IBM PC était peu ergonomique et évolua avec le PC AT3 et le PC XT/286 (véritable AT prenant les apparences d'un PC XT) en clavier modèle M,.
Des rumeurs reprises par la presse faisaient mention dès 1985 d'un "PC 2" en préparation, provoquant un certain attentisme de la clientèle. IBM publia alors un démenti officiel annonçant qu'elle ne travaillait sur aucun "PC 2". C'est le 15 avril 1987 seulement que fut annoncée une nouvelle ligne, nommée PS/2, qui s'écartait des standards établis par le PC en termes de type de disquette, de bus et de BIOS. Cette dernière ligne, moins ouverte, ne remporta pas de succès comparable en parts de marché.